# Геппі-Веллі (Гонконг)
Хеппі-Веллі (Happy Valley,跑馬地, Пхауматей) — гонконгський район, що входить до складу округу Ваньчай. Розташований на північному узбережжі острова Гонконг. Фактично він виріс навколо однойменного іподрому і старого кладовища. Це переважно житловий район для людей з високим достатком. Раніше Хеппі-Веллі був відомий як Воннайчхун-кук (黃泥涌谷), що в перекладі означає «Долина жовтого потоку бруду» (так називалися річка, що нерідко перетворювалася на грязьовий потік і згодом була забетонована у канал, а на її місці прокладено головну вулицю.

## Історія

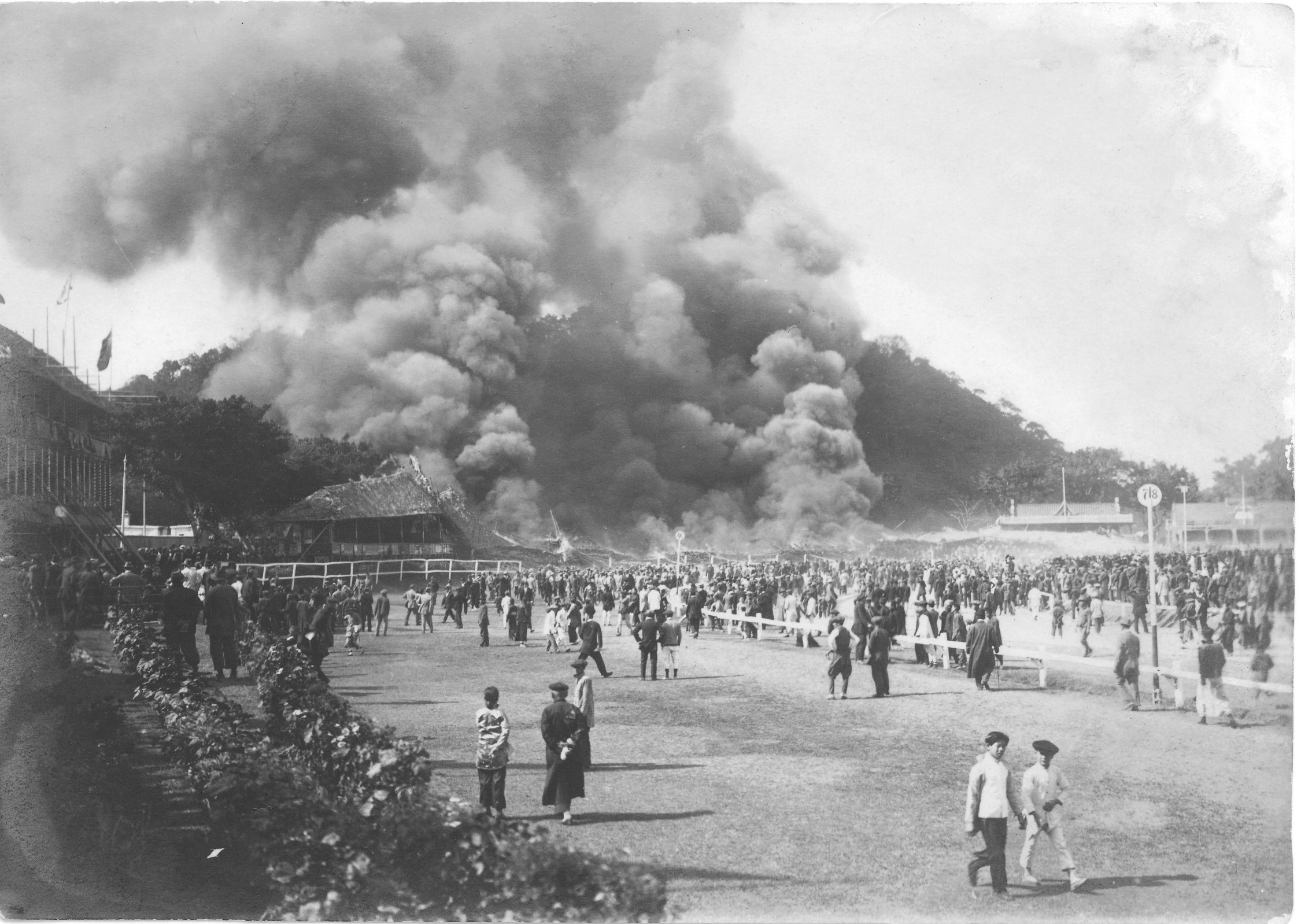
Пожежа 1918 року

1845 року влада почала будівництво іподрому, осішивши навколишні болота і рисові поля (це була єдина пласка ділянка землі на гористому півострові Гонконг; іншою причиною масштабних меліоративних робіт були часті епідемії малярії, хоча в той час точна причина лихоманки ще не була встановлена). Через високий рівень смертності, того ж року поруч з іподромом було закладено одне з перших християнських цвинтарів (нині — Гонконгський цвинтар). Район назвали Хеппі-Веллі («Щаслива долина») як евфемізм для позначення кладовища. У грудні 1846 року на іподромі пройшли перші перегони, що незабаром стали популярними не тільки серед британців, а й серед азартних китайських комерсантів (зазвичай, гонки проходили раз на рік і дату обирали так, щоб співпасти з місячним Новим роком). 1884 року було засновано Гонконгський жокей-клуб, покликаний організовувати перегони й впорядкувати ставки на них.
У лютому 1918 року в результаті великої пожежі на іподромі загинуло близько шестисот чоловік (причиною катастрофи стало обвалення тимчасових трибун на жаровні продовольчих кіосків, від яких спалахнули бамбукові перекриття і будівельні перекриття). 1922 року в районі відкрили Гонконгську лікарню-санаторій і до іподрому була прокладена трамвайна лінія, яка пов'язала Хеппі-Веллі з Ваньчаем.

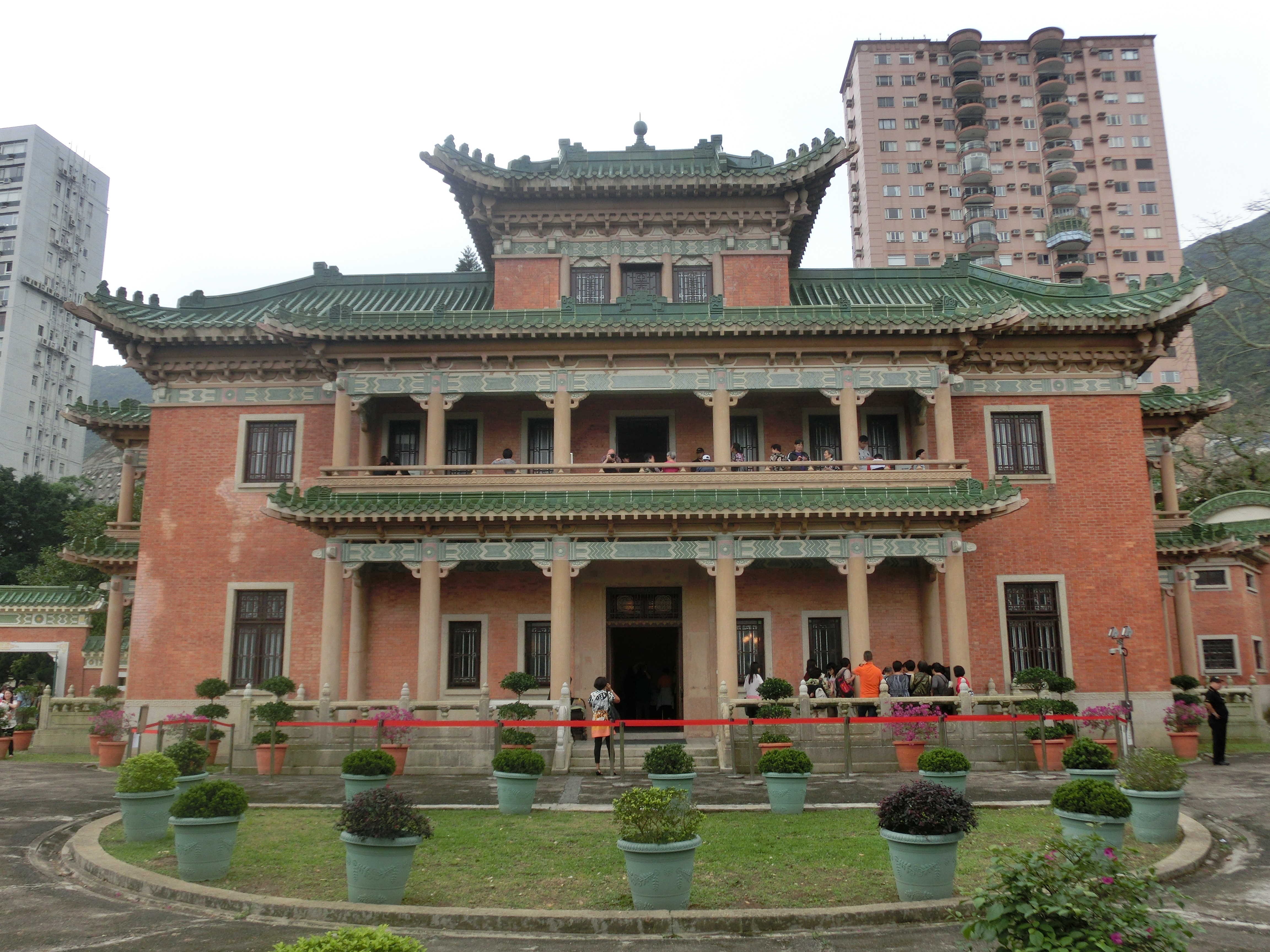
Кін'іньлей

1937 року було закінчено знаменитий маєток Кін'іньлей, розроблений британським архітектором в стилі китайського ренесансу . 1953 року поруч з іподромом було побудовано Урядовий стадіон (1994 року було проведено його капітальну реконструкцію, після чого арена отримала сучасну назву — Гонконгський стадіон) . В результаті будівельного буму 1980-1990-х років, коли в районі росли дорогі житлові комплекси, Хеппі-Веллі перетворився на престижне місце проживання для гонконгців з доходом вище середнього. 1995 року відбулася реконструкція іподрому, після чого він перетворився на арену світового класу.

## Географія

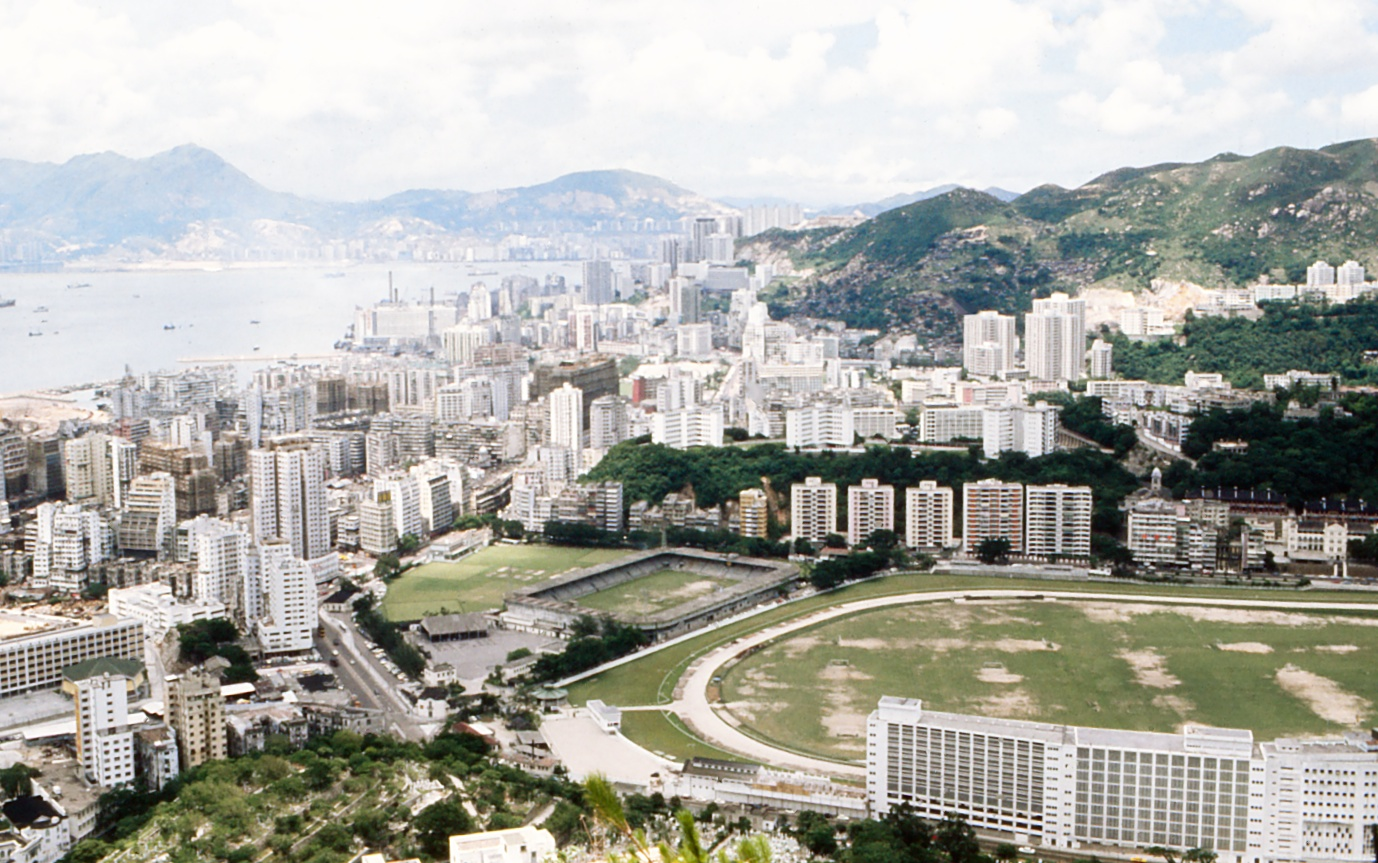
Хеппі-Веллі, 1971

З півночі Хеппі-Веллі межує з районами Козуей-Бей і Тайхан, з півдня і сходу — з районом Пік і Південним округом, з північного заходу — з районом Ваньчай . У Хеппі-Веллі розташовані парк Санькуон-роуд і громадський сад Лейтон-Хілл.

## Релігія
В районі є п'ять цвинтарів — Гонконгський цвинтар (переважно протестантський), католицький цвинтар Святого Михайла, окремі цвинтарі для юдеїв, індуїстів і парсів. На Гонконгському цвинтарі є могили загиблих у Першій і Другій світовій війнах. Єврейський цвинтар засновано 1855 року родиною Сассун і 1904 року розширено за рахунок покупки сусідніх ділянок. У Хеппі-Веллі розташовані церква Святої Маргарити, каплиці Гонконзького кладовища, цвинтарі Святого Михайла і Єврейського кладовища, храм Тамкуна, храм Тхіньхау, буддійський монастир Тунлінькок'юнь, індуїстський храм .

## Економіка

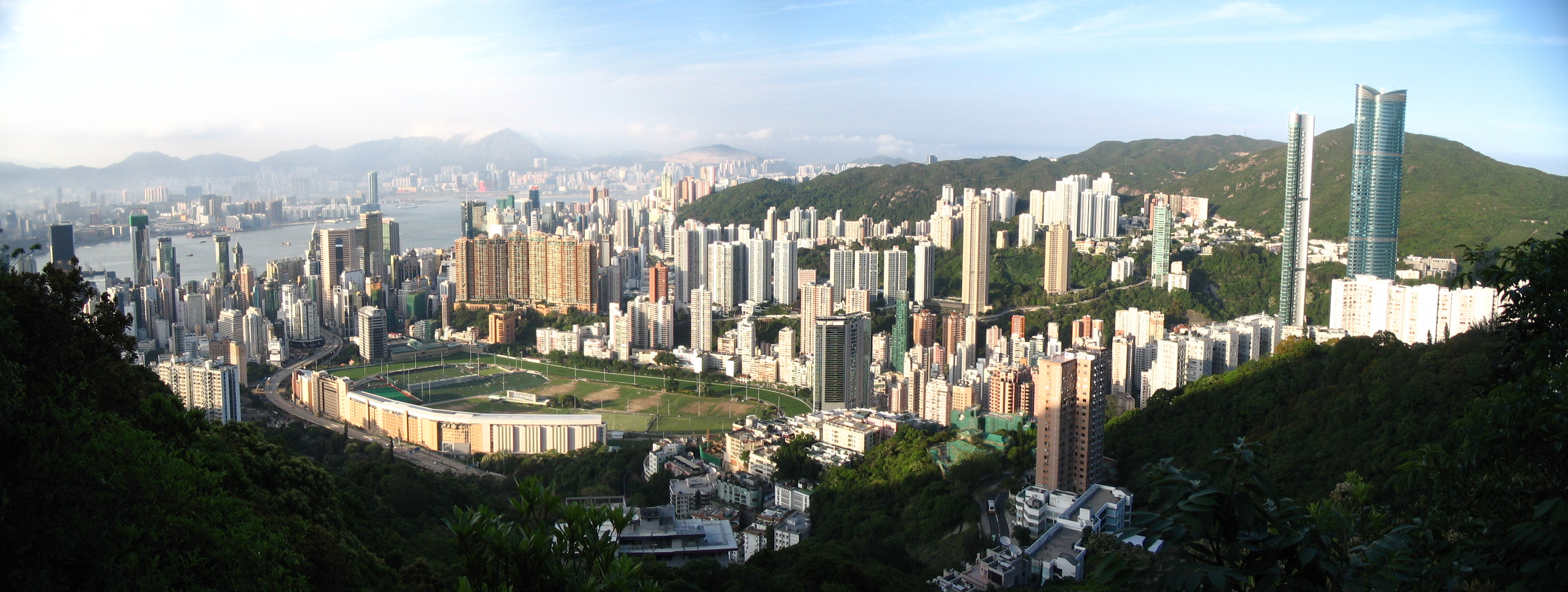
Хеппі-Веллі

Найважливішими секторами економіки району є роздрібна торгівля, громадське харчування, спортивні змагання, обслуговування житлових комплексів та будівництво. У Хеппі-Веллі розташовано кілька висотних житлових комплексів, в тому числі Хайкліфф (252 м), Саміт (220 м), The Colonnade (147 м), Broad View Villa (145 м), Beverly Hill (136 м, 123 м і 107 м), The Leighton Hill .
У Хеппі-Веллі знаходяться готель Emperor, кілька популярних ресторанів і ринок Воннайчхун. На пагорбі Джардін-Лукаут, що входить до складу Хеппі-Веллі, розташовані маєтки та елітні житлові комплекси, де живуть багаті гонконгці й іноземці з числа бізнесменів, чиновників і артистів (квартал має закриту інфраструктуру і вважається престижним).

## Транспорт

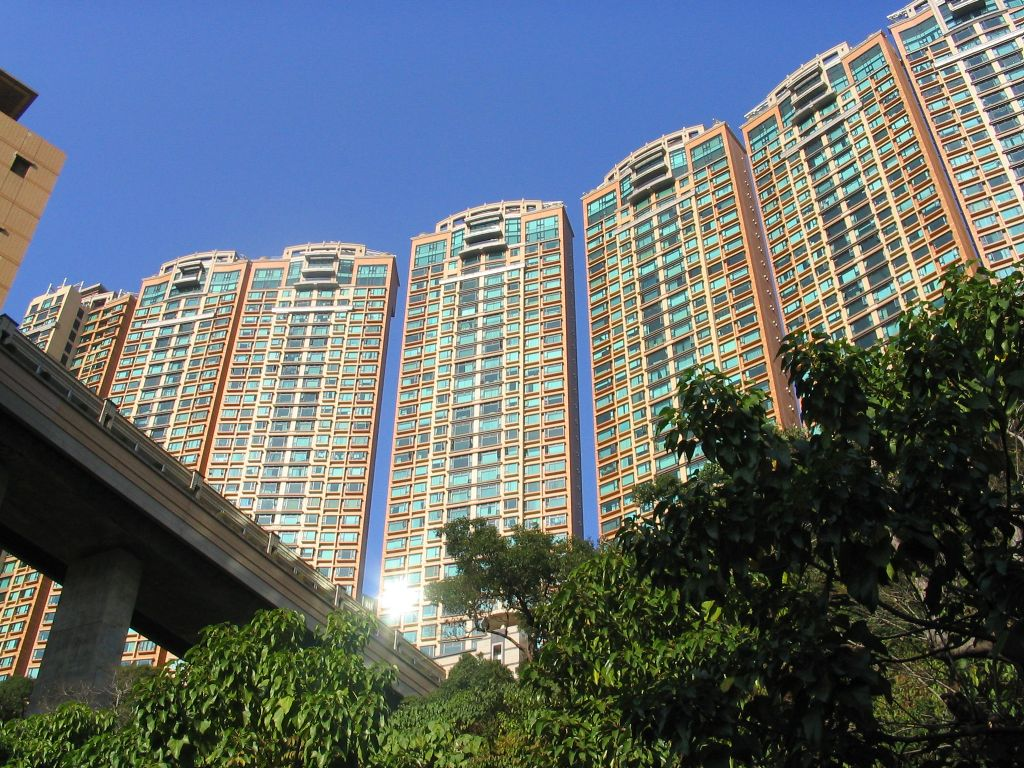
Лейтон гілл

Головними транспортними артеріями району Хеппі-Веллі є вулиці Воннайчхун-роуд, Стаббс-роуд, Тайхан-роуд і естакада Воннайчхун. Автомобільний Абердинский тунель, що відкрився 1982 року, й пов'язує Ваньчай і Хеппі-Веллі з районом Абердін. Через район пролягають трамвайні лінії, а також широка мережа автобусних маршрутів (в тому числі і мікроавтобусів). Є дві автобусні станції і кілька стоянок таксі. Основний трафік пасажирів йде через станцію метро Козуей-Бей в сусідньому районі Козуей-Бей.

## Культура і освіта
В районі знаходяться Гонконгський музей перегонів, гонконгський офіс ЮНІСЕФ, штаб-квартира благодійного товариства захисту жінок і дітей Поульонкук, музей суспільства Поульонкук, штаб-квартира Гонконзького балету, Міжнародний французький ліцей, Гонконгсько-японська школа, католицькі середня і початкова школи для дівчаток Мерімаунт, католицькі середня і початкова школи для дівчаток Святого Павла, школа Розаріхілл, школа Лайонс Морнінгхілл, початкова школа Крові Христа, буддійські початкова і середня школи Поукок, буддійська жіноча семінарія при монастирі Тунлінькок'юнь, комунальний коледж Поульонкук, середня і початкова школи Ліннань, школа Бредбері, бібліотека Воннайчхун.

## Охорона здоров'я

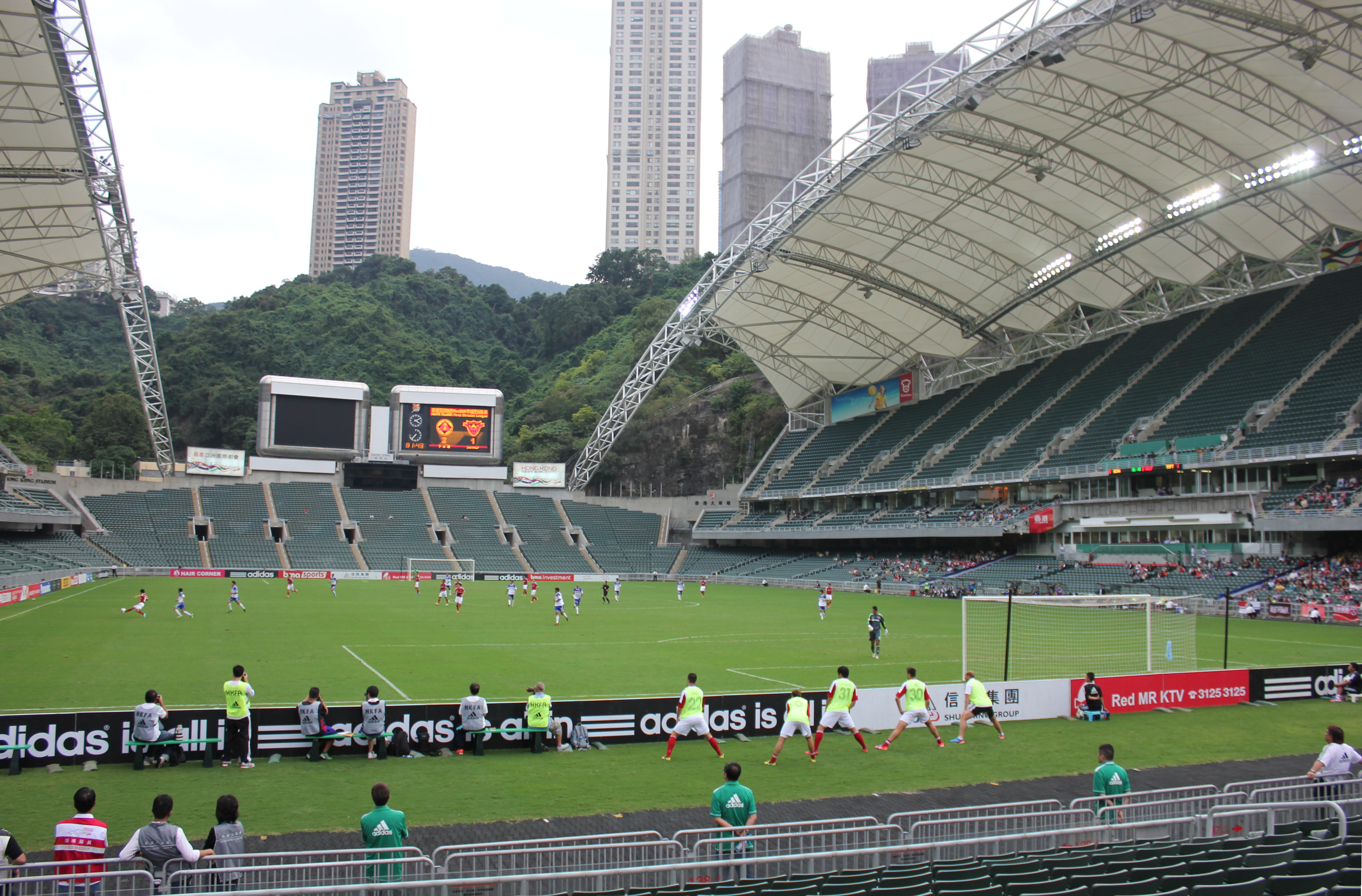
Гонконгський стадіон

У Хеппі-Веллі розташовані приватні Гонконгську лікарню-санаторій, що відкрилася 1922 року, і Гонконгську адвентистську лікарню, яка відкрилася 1971 року .

## Спорт
Головною визначною пам'яткою і спортивною ареною району є іподром «Хеппі Веллі» . Крім того, в районі розташовані Гонконгський стадіон, стадіон футбольного клубу «Гонконг», Гонконгський тенісний центр, клуб крикету Крейгенгоувер, спортивний клуб Хеппі-Веллі з декількома полями для футболу, хокею та регбі, спортивний комплекс Гонконзького жокей-клубу, спортивний центр Воннайчхун. В районі базуються Гонконгський жокей-клуб, який володіє всіма іподрому, організовує перегони і тоталізатори на них, а також футбольний клуб " Хеппі Веллі ", футбольний клуб «Гонконг», регбійний і хокейний клуби «Веллі» .
1. ↑  Horse Racing at the Hong Kong Jockey Club (англ.). BBC. Архів оригіналу за 24 вересня 2015. Процитовано 28 березня 2014.
2. ↑  Lim, Patricia. Forgotten Souls: A Social History of the Hong Kong Cemetery. — Hong Kong University Press, 2011. — ISBN 978-962-209-990-6.
3. ↑  Bard, Solomon. Voices from the Past: Hong Kong, 1842-1918. — Hong Kong University Press, 2002. — ISBN 962-209-574-7.
4. ↑  King Yin Lei declared a monument (англ.). Архів оригіналу за 6 березня 2014. Процитовано 1 квітня 2014.
5. ↑  The King Yin Lei Mansion in Hong Kong Is Saved (англ.). The New York Times. Процитовано 1 квітня 2014.
6. ↑  Background Information (англ.). Архів оригіналу за 24 жовтня 2020. Процитовано 1 квітня 2014.
7. ↑  Hong Kong Stadium (англ.). Архів оригіналу за 14 квітня 2014. Процитовано 1 квітня 2014.
8. ↑  Hong Kong Cemetery (англ.). The Commonwealth War Graves Commission. Архів оригіналу за 21 грудня 2018. Процитовано 29 березня 2014.
9. ↑  Happy Valley Cemetery (англ.). Архів оригіналу за 26 січня 2014. Процитовано 29 березня 2014.
10. ↑  Happy Valley Jewish Cemetery, Hong Kong (англ.). Архів оригіналу за 9 серпня 2020. Процитовано 1 квітня 2014.
11. ↑  Cemetery (англ.). Архів оригіналу за 8 березня 2014. Процитовано 1 квітня 2014.
12. ↑  Tam Kung Temple (PDF) (англ.). с. 1404. Архів оригіналу (PDF) за 17 жовтня 2012. Процитовано 15 серпня 2014.
13. ↑  Wordie, Jason. Streets: Exploring Hong Kong Island. — Hong Kong : Hong Kong University Press, 2002. — С. 146-149. — ISBN 962-209-563-1.
14. ↑  Tam Kung Tin Hau Temple, Wong Nai Chung (англ.). Chinese Temples Committee. Архів оригіналу за 4 жовтня 2011. Процитовано 31 березня 2014.
15. ↑  The Colonnade (англ.). EMPORIS GMBH. Архів оригіналу за 31 березня 2014. Процитовано 31 березня 2014.
16. ↑  Broad View Villa (англ.). EMPORIS GMBH. Архів оригіналу за 31 березня 2014. Процитовано 31 березня 2014.
17. ↑  Beverly Hill (англ.). Архів оригіналу за 19 лютого 2012. Процитовано 31 березня 2014.
18. ↑  Beverly Hill (англ.). EMPORIS GMBH. Архів оригіналу за 31 березня 2014. Процитовано 31 березня 2014.
19. ↑  Leighton Hill (англ.). EMPORIS GMBH. Процитовано 31 березня 2014.
20. ↑  Transport in Hong Kong > Tunnels & Bridges (англ.). Transport Department. Архів оригіналу за 10 березня 2021. Процитовано 31 березня 2014.
21. ↑  About Us (англ.). Hong Kong Committee for UNICEF. Архів оригіналу за 31 березня 2014. Процитовано 31 березня 2014.
22. ↑  Po Leung Kuk (англ.). Po Leung Kuk. Архів оригіналу за 29 листопада 2020. Процитовано 1 квітня 2014.
23. ↑  Contact Us (англ.). The Hong Kong Ballet. Архів оригіналу за 31 березня 2014. Процитовано 31 березня 2014.
24. ↑  Marymount Secondary School (англ.). Marymount Secondary School. Архів оригіналу за 9 лютого 2006. Процитовано 31 березня 2014.
25. ↑  St Paul's Primary Catholic School (PDF) (англ.). Архів оригіналу (PDF) за 23 жовтня 2019. Процитовано 28 березня 2014.
26. ↑  St.Paul's Secondary School (англ.). St.Paul's Secondary School. Архів оригіналу за 25 квітня 2021. Процитовано 1 квітня 2014.
27. ↑  Tung Lin Kok Yuen Buddhist Door (англ.). Tung Lin Kok Yuen Buddhist Door. Архів оригіналу за 29 липня 2015. Процитовано 1 квітня 2014.
28. ↑  Hong Kong Sanatorium and Hospital (англ.). Hong Kong Sanatorium & Hospital Limited. Архів оригіналу за 21 жовтня 2020. Процитовано 29 грудня 2013.
29. ↑  Hong Kong Adventist Hospital (англ.). Adventist Health. Архів оригіналу за 21 березня 2014. Процитовано 29 грудня 2013.
30. ↑  Happy Valley Racecourse (англ.). The Hong Kong Jockey Club. Архів оригіналу за 16 травня 2015. Процитовано 28 березня 2014.
31. ↑  9 Hong Kong tourist traps -- for better or worse (англ.). Cable News Network. Архів оригіналу за 23 червня 2017. Процитовано 28 березня 2014.
32. ↑  Happy Valley Recreation Ground (англ.). Архів оригіналу за 21 травня 2013. Процитовано 28 березня 2014.
33. ↑  愉園體育會有限公司 (кит.). Hong Kong Football Association. Архів оригіналу за 20 квітня 2014. Процитовано 28 березня 2014.
34. ↑  Hong Kong Football Club (англ.). Архів оригіналу за 30 вересня 2017. Процитовано 1 квітня 2014.
35. ↑  History (англ.). Valley RFC. Архів оригіналу за 28 березня 2014. Процитовано 28 березня 2014.